# Der Kampf als inneres Erlebnis

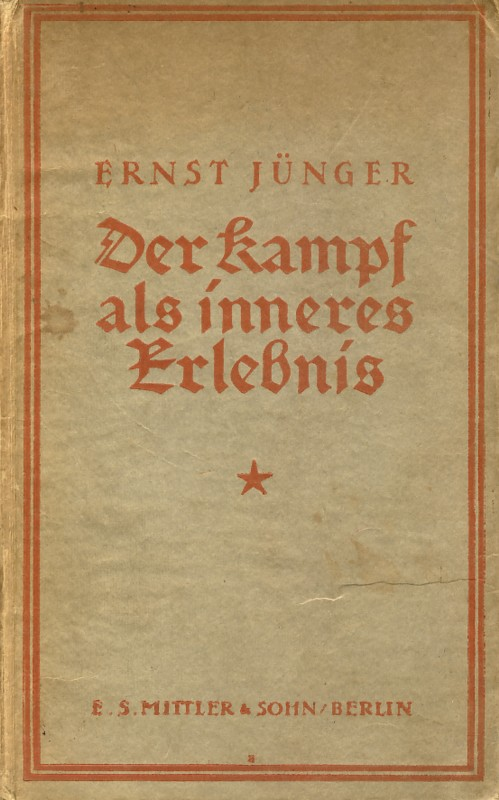
Der Kampf als inneres Erlebnis, 1922

Der Kampf als inneres Erlebnis ist ein 1922 erschienener Essay von Ernst Jünger. Darin behandelt Jünger seine Erfahrungen aus dem Ersten Weltkrieg in abstrakter und reflektierender Form. Zuvor hatte er sie mit seinem Tagebuch In Stahlgewittern bereits erzählerisch verarbeitet. Den Kampf und damit den Krieg wertet er bei außerordentlich drastischer Schilderung der grausamen Aspekte positiv als äußerstes Einstehen für eine „Idee“ und als charakterbildende Erfahrung.

## Inhalt
Der Essay ist in 14 Kapitel gegliedert, die verschiedene Aspekte des Kriegserlebens behandeln, darunter „Blut“, „Grauen“, „Der Graben“, „Landsknechte“ und „Angst“. Jünger beschreibt darin mit drastischer Ausdruckskraft die physischen und psychischen Extremzustände des Frontsoldaten. Dabei hebt er den Krieg nicht als historisches oder politisches Ereignis hervor, sondern als existenzielles Erlebnis, das den Menschen prägt, überformt und enthüllt.
Bereits in der Einleitung wird der Krieg als Ursprungskraft beschrieben: „Unter immer glänzender und polierter Schale, unter allen Gewändern, mit denen wir uns wie Zauberkünstler behingen, blieben wir nackt und roh wie die Menschen des Waldes und der Steppe.“.
Jünger deutet das Kriegserlebnis als ein anthropologisches Urphänomen. So heißt es im Kapitel „Blut“: „Noch immer ist viel Tier in ihm […] Doch wenn des Lebens Wellenkurve zur roten Linie des Primitiven zurückschwingt, fällt die Maskierung; nackt wie je bricht er hervor, der Urmensch“. Damit wird eine Regressionshypothese formuliert, die später in der Forschung mit Verweisen auf Sigmund Freud, Nietzsche und Giambattista Vico kontextualisiert wurde.
Im Abschnitt „Grauen“ identifiziert Jünger das Grauen als „das erste Wetterleuchten der Vernunft“ und hebt es als elementares Unterscheidungsmerkmal des Menschen vom Tier hervor.
Der „Graben“ wird zum Symbol einer neuen Kriegsrealität: „Der Graben machte den Krieg zum Handwerk, die Krieger zu Tagelöhnern des Todes, von blutigem Alltag zerschliffen.“
Dem Pazifismus hält er entgegen: "Wenn man so auf tellerflachem Felde liegt, und sich ganz schutzlos und verlassen fühlt, dann kann man nicht verstehen, daß ein anderer, der trocken und sicher sitzt, so ohne Mitgefühl und
unbarmherzig das bequeme Ziel unter Feuer nehmen kann.
Aber wenn man selbst voll Lust hinterm Maschinengewehr hockt, dann ist das Gewimmel da vorn nicht mehr als ein Mückentanz. Zum Dauerfeuer! Hei, wie das spritzt!"
Und schließlich: "Leben heißt töten."
Dass es Jünger mit seinem Text auch auf Provokation anlegt, wird deutlich, wenn er sich geradezu daran weidet, verwesende Leichen zu beschreiben und den Leser direkt anspricht: "In schwülen Nächten erwachten geschwollene Kadaver zu  gespenstischem Leben, wenn gespannte Gase zischend und sprudelnd den Wunden entwichen. Am furchtbarsten jedoch war das brodelnde Gewühl, das denen entströmte, die nur noch aus unzähligen Würmern bestanden.
Was soll ich eure Nerven schonen? Lagen wir nicht selbst einmal vier Tage lang in einem Hohlweg zwischen Leichen? Waren wir da nicht alle, Tote und Lebendige, mit einem dichten
Teppich großer, blauschwarzer Fliegen bedeckt? Gibt es noch eine Steigerung? Ja: es lag dort mancher, mit dem wir manche Nachtwache, manche Flasche Wein und manches Stück Brot
geteilt hatten."

## Stil und Deutungsansatz
Der Text ist stark geprägt von expressionistischen Stilmitteln, pathetischer Metaphorik und einer Sprache, die zwischen nüchterner Beobachtung und rauschhafter Ekstase wechselt. Jünger setzt dem Chaos des industrialisierten Krieges ein Deutungsschema entgegen, das sich an der zeitgenössischen Lebensphilosophie orientiert. Im Mittelpunkt steht die Idee, dass der Krieg ein „inneres Erlebnis“ sein könne, das über Leiden hinaus eine Form der Selbstermächtigung und existenziellen Erfahrung darstelle: „Wer im Krieg nur die 'Verneinung', das 'eigene Leiden' empfindet […] der hat ihn allenfalls 'als Sklave erlebt'.“
Zentrale Figuren des Textes sind symbolische Archetypen wie der „Tänzer“, der „Stoßtruppkämpfer“, der „Landsknecht“ oder der „Spieler“. Diese stehen für eine existenzialistische Überwindung des bürgerlichen Subjekts. Der Landsknecht etwa gilt Jünger als „geborener Kämpfer“ und „Urtypus des Kriegers“.

## Rezeption und Bedeutung
Der Kampf als inneres Erlebnis gilt als eines der zentralen Werke von Jüngers Frühwerk, das sich in einer Übergangsposition zwischen autobiographischer Chronik und programmatischen Kriegsschriften befindet. Das Buch reflektiert die Transformation des Ichs durch den Krieg und etabliert Krieg als anthropologische Konstante. Die Herausgeber der Sämtlichen Werke ordneten den Text daher unter die Essays ein.
Aus heutiger Sicht wird das Werk kritisch bewertet: Einerseits zeugt es von der Suche nach Sinn und Form im Angesicht des Schreckens, andererseits steht es für eine gefährlich ästhetisierende und ideologisierende Aufladung des Krieges.